# Ligdia extratenebrosa
Ligdia extratenebrosa là một loài bướm đêm trong họ Geometridae.